# Unleash the Fury
Unleash the Fury е студиен албум на китариста Ингви Малмстийн и групата му Райзинг Форс, издаден на 26 юли 2005. Като цяло той се придържа към типичното за Малмстийн звучене. Албумът съдържа две версии на произведения на Йохан Себастиан Бах. Към CD-то били прибавени и три видеоклипа.
В интервю в списание „Guitar World“ Малмстийн заявява, че албумът е получил името си от скандалния „самолетен инцидент“ по време на полет за Токио, когато Малмстийн е на турне за „Odyssey“. Той бил пиян и се държал неприлично, докато не заспал. Китаристът бил събуден от жена, която го заляла с ледена вода. Разярен, той два пъти изкрещял „Ти освободи гнева ми!“ („You unleashed the fuckin' fury!“). Аудиото от този инцидент е записано от Андерш Юхансон.

## Състав
- Ингви Малмстийн – всички китари, бас, ситар, синтезаторна китара, клавишни, вокал, беквокал
- Дуги Уайт – вокал
- Юаким Свалбери – клавишни
- Патрик Юхансон – барабани